# Anthophora finitima
Anthophora finitima är en biart som beskrevs av Morawitz 1894. Anthophora finitima ingår i släktet pälsbin, och familjen långtungebin. Inga underarter finns listade i Catalogue of Life.